# سمول تارلی
سَمول تارلی (انگلیسی: Samwell Tarly) که او را «سَم» صدا می‌زنند، یک شخصیت خیالی در رمان ترانه یخ و آتش اثر جرج آر. آر. مارتین است که مجموعهٔ تلویزیونی بازی تاج‌وتخت بر اساس آن ساخته شده‌است.
از او برای نخستین بار در بازی تاج‌وتخت (۱۹۹۶) نامی به میان می‌آید. سپس در نبرد پادشاهان و رمان‌های بعدی، به شخصیت او پرداخته شده و در بخش‌هایی، یکی از روایت‌کنندگان داستان می‌شود.
نقش او را در مجموعهٔ تلویزیونی بازی تاج‌وتخت، جان بردلی-وست ایفا می‌کند.

## توصیف
سَمول تارلی، فرزند ارشد رندل تارلی از ناحیهٔ هورن هیل است. ۱۰ فصل از رمان طوفان شمشیرها تا ضیافتی برای کلاغ‌ها از نظرگاه و زبان او روایت می‌شود. وی با آنکه خود مدعی است که ترسوست، اما به‌شدت باهوش، کاردان و وفادار است. پدرش رندِل که یکی از فرماندهان برجستهٔ وستروس است، تلاش دارد تا او را از جوانی، برای جانشینی خود آماده کند؛ اما چون سَـم کاملاً فاقد توانایی‌های رزمی است و به دانش و پژوهش علاقه‌مند است، مجبور می‌شود برادر کوچکترش دیکن را بدین منظور آماده کند. رندِل به او اجازه نمی‌دهد تا به «سیتادل» (اَرگ و پایگاه علمی) برود و یک «استاد» بشود و به‌جایش، وی را وادار می‌کند که به گروه «نگهبانان شب» بپیوندد و حتی تهدید می‌کند که اگر سَـم چنین نکنید، او را می‌کشد و صحنهٔ قتلش را طوری جلوه می‌دهد که گویی در یک سانحهٔ شکار، به‌طور اتفاقی کشته شده‌است. سَـم می‌پذیرد که به گروه «نگهبانان شب» بپیوندد.
جرج آر. آر. مارتین گفته‌است که از میان تمامی شخصیت‌های رمانش، شخصیت سَمول تارلی، از همه بیشتر به شخصیتِ واقعیِ خودش نزدیک است. وقتی از او پرسیدند چرا، مارتین گفت: چون من [هم] «بچهٔ چاقی هستم که به کتاب‌خواندن علاقه دارد و دوست ندارد از پله‌های زیادی بالا برود. [فعالیت فیزیکی زیادی داشته باشد.]»